# Live Bait for the Dead
Live Bait for the Dead es un álbum en vivo por Cradle of Filth, grabado en el Nottingham Rock City el 14 de abril de 2001. El mismo recital está incluido en el DVD Heavy, Left-Handed and Candid. Siguiendo el mismo formato que Lovecraft and Witch Hearts, el álbum principal es complementado por un segundo disco de temas raros y remixes.

## Eleven Burial Masses
Una publicación del año 2007 por Peaceville Récords combina el primer disco de Live Bait for the Dead con el DVD Heavy, Left-Handed and Candid. El "once" (eleven) del título no toma en cuenta los instrumentales "The Ceremony Opens" y "Creatures That Kissed in Cold Mirrors".

## Lista de temas
Disco 1: Eleven Burial Masses - (CD y DVD)
1. Intro: The Ceremony Opens [en vivo] - 02:45
2. Lord Abortion [en vivo] - 06:33
3. Ebony Dressed for Sunset [en vivo] - 02:55
4. The Forest Whispers My Name [en vivo] - 04:55
5. Cthulhu Dawn [en vivo] - 04:31
6. Dusk and Her Embrace [en vivo] - 06:24
7. The Principal of Evil Made Flesh [en vivo] - 05:42
8. Cruelty Brought Thee Orchids [en vivo] - 07:54
9. Her Ghost in the Fog [en vivo] - 07:33
10. Summer Dying Fast [en vivo] - 05:43
11. Interludio: Creatures That Kissed in Cold Mirrors [en vivo] - 03:56
12. From the Cradle to Enslave [en vivo] - 05:59
13. Queen of Winter, Throned [en vivo] - 10:04

Disco 2: (Sólo el disco Live Bait for the Dead)
1. Born in a Burial Gown [Mezcla Polished Coffin Mix] - 5:18
2. No Time to Cry [Mezcla Sisters of No Mercy] - 4:20
3. Funeral in Carpathia [en vivo] - 8:22
4. Deleted Scenes of a Snuff Princess - 5:37
5. Scorched Earth Erótica - 4:57
6. Nocturnal Supremacy [en vivo] - 6:03
7. From the Cradle to Enslave [Mezcla Under Martian Rule] - 6:04
8. The Fire Still Burns - 6:40
9. [CD-ROM Track]

Descripción de contenidos:

Doble CD en vivo con 90 minutos de pistas en vivo, video promo con edición por el director, demo con grabación original, nuevas mezclas y protector de pantallas.

## Créditos
- Dani Filth - Voz
- Paul Allender - Guitarra
- Gian Pyres - Guitarra
- Rob Graves - Bajo
- Sarah Jezebel Deva - Voz (coros)
- Adrian Erlandsson - Batería
- Martin Powell - Teclado y violín
- Doug Cook - Remezcla
- John Coulthart - Diseño, Fotografía, Ilustraciones
- Cradle of Filth - Productor
- Dom Lawson - Letras
- Veronica Rehn - Fotografía
- Stu Williamson - Fotografía